# Illes Faddei
Les illes Faddei (en rus: Острова Фаддея) és un petit arxipèlag que es troba al mar de Làptev, a la costa nord de Sibèria, Rússia. Es troben al costat de la badia Faddei, a l'est de la península de Taimyr. Administrativament pertany al krai de Krasnoiarsk. Formen part de la Reserva natural Gran àrtic, la reserva natural més gran de Rússia.
Les illes estan cobertes de tundra, llicorella i gel. El mar que les envolta està cobert de gel marí i el clima és sever. Fins i tot durant l'estiu el mar pot quedar obstruït pel gel.
El seu nom és en honor de l'explorador rus Fabian Gottlieb von Bellingshausen, que en rus és "Faddey Faddeyevich Bellinsgauzen". Foren descobertes el 1736 per un destacament de la Segona Expedició a Kamxatka de Vassili Prontxisxev. Alguns artefactes trobats a les illes indiquen una possible exploració anterior, al segle xvii.